# Abby Aldrich Rockefeller
Abigail Aldrich Rockefeller, djevojačkim imenom Abigail Greene Aldrich (Providence, Rhode Island, 26. listopada 1874. – New York City, 5. travnja 1948.), američka mecena i filantropkinja, udana za poduzetnika i filantropa Johna D. Rockefellera ml. (1874. – 1960.). Zaslužna je za osnivanje Muzeja moderne umjetnosti u New Yorku, koji je otvoren u studenom 1929. godine.
Dana 9. listopada 1901. godine, udala se za poduzetnika Johna D., pripadnika bogate obitelji Rockefeller, s kojim je imala šestero djece:
- Abigail Aldrich Rockefeller (1903. – 1976.)
- John D. Rockefeller III. (1906. – 1978.)
- Nelson Aldrich Rockefeller (1908. – 1979.)
- Laurance Spelman Rockefeller (1910. – 2004.)
- Winthrop Aldrich Rockefeller (1912. – 1973.)
- David Rockefeller (1915. – 2017.)